# باشگاه فوتبال ایندپندینته (السالوادور)
باشگاه فوتبال ایندپندینته یک باشگاه فوتبال حرفه‌ای اهل السالوادور است که در سن ویسنته واقع شده است. آنها در حال حاضر در لیگ دسته سوم السالوادور بازی می‌کنند. این باشگاه در سال ۱۹۴۶ تشکیل شد و در زمین خانگی خود، استادیو جیبوآ، بازی میکند.